# أنطوان كوانتن فوكيه تينفل
أنطوان كوينتين فوكييه دي تينفيل (بالفرنسية: ɑ̃twan kɑ̃tɛ̃ fukje tɛ̃vil)، 10 يونيو 1746 - 7 مايو 1795، يُسمى أيضًا فوكييه-تينفيل ولقب بعد وفاته بموفر المقصلة، كان محاميًا فرنسيًا ومتهمًا عامًا في المحكمة الثورية خلال فترة حكمه في الثورة الفرنسية وعهد الإرهاب.
شغل منذ مارس 1793 منصب "المدعي العام" في باريس، وطالب بإعدام العديد من المتهمين، بما في ذلك شخصيات معروفة، مثل ماري أنطوانيت ودانتون وروبسبير، وأشرف على الحكم على أكثر من ألفي منهم بالمقصلة. في أبريل 1794، صدر مرسوم بمركزية التحقيق في سجلات المحكمة وتقديم جميع المشتبه بهم السياسيين في فرنسا إلى المحكمة الثورية في باريس. في أعقاب أحداث التيرميدور العاشر، تم القبض عليه في أوائل أغسطس.
جرت محاكمته من قبل المحكمة الثورية باعتباره أحد الشخصيات الرئيسية المسؤولة عن التجاوزات والمظالم التي ميزت فترة حكم الإرهاب. أثناء محاكمته، دافع عن نفسه بالقول: "لست أنا من يجب أن يواجه المحكمة، بل الزعماء الذين نفذت أوامرهم. لقد تصرفت فقط بروح القوانين التي أقرتها اتفاقية منحت جميع الصلاحيات". ". بشكل عام، تضمن دفاعه إلقاء اللوم في عمليات الإعدام على لجنة السلامة العامة، وخاصة على ماكسيميليان دي روبسبير.
ورغم هذا الدفاع، حُكم عليه بالإعدام، إلى جانب قضاة وبعض المحلفين في المحكمة الثورية، من بين تهم أخرى، بتهمة إساءة استخدام سلطته وإهمال الإجراءات القانونية السليمة أثناء المحاكمات. أُعدم بالمقصلة في باريس في 7 مايو 1795، وأصبح آخر شخص تعدمه المحكمة الثورية قبل إلغائها.
أستمردوره المحدد في عهد الإرهاب موضوعًا للنقاش. يشير المؤرخون المعاصرون إلى أن دوره شديد الأهمية كجزء من مجموعة من المسؤولين والجهات الفاعلة الإرهابية المختلفة وليس فقط باعتباره المحرض الوحيد على الإرهاب القضائي.

## سيرة ذاتية

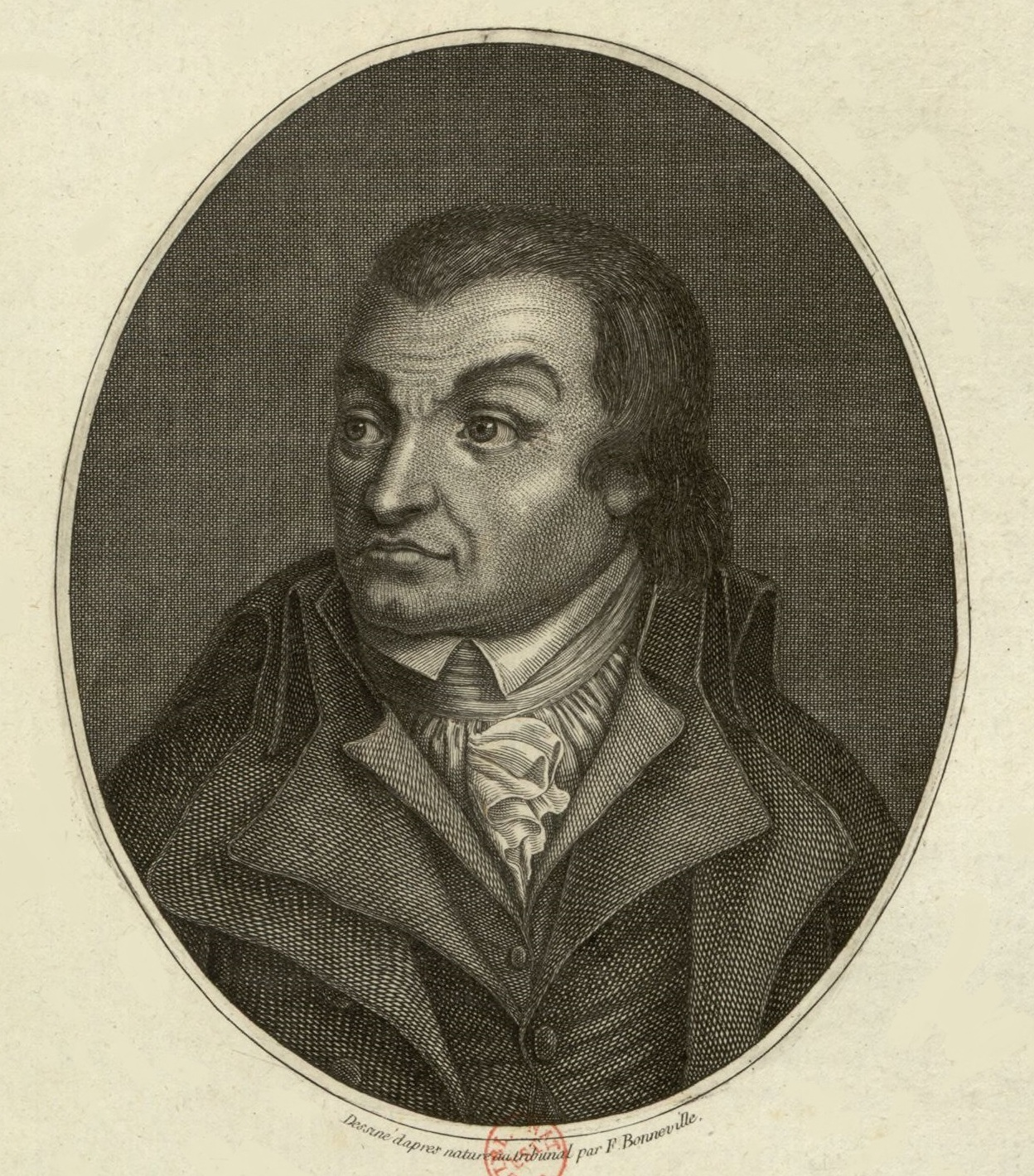
أنطوان فوكييه-تينفيل، نقش لفرانسوا بونفيل، باريس، مكتبة فرنسا الوطنية (مكتبة فرنسا الوطنية)، قسم المطبوعات والتصوير الفوتوغرافي، 1796.

### أصوله
تنحدرعائلة فوكيه تينفل، المعروفة الآن باسم Fauquier d'Hérouel، من عائلة برجوازية قديمة من محيط سان كوينتين، في مقاطعة أن الحالية. في القرن الثامن عشر، كان إيلوي فوكييه دي تينفيل، سيد تينفيل وهيرويل وأوروير وفورستي، مزارعًا وضابطًا ملكيًا في بيرون.

### بداية حياته
ولد أنطوان فوكييه دي تينفيل في هيرويل في 10 يونيو 1746، وتم تعميده بعد يومين (مما يؤدي غالبًا إلى الارتباك بشأن تاريخ ميلاده). وكان الثاني من بين خمسة أشقاء. أعطاه والده، إيلوي فوكييه دي تينفيل، وهو مزارع وسيد هيرويل، اسم أرض تينفيل، بينما ذهب اسم هيرويل إلى أخيه الأكبر بيير إيلوي. حصل الشقيقان الأصغر سناً على أسماء فوريست وفوفيليه. جاءت والدته ماري لويز مارتين من عائلة مزدهرة. درس القانون في نويون لمدة ست سنوات وفي عام 1774 اشترى منصب المدعي العام أو المدعي العام الملحق بشاتليه في باريس، والتي كانت سلطة قضائية استثنائية مكلفة باستهداف الثوار، من بين أمور أخرى. باع مكتبه عام 1781 لسداد ديونه وأصبح كاتبًا لدى الفريق العام للشرطة.تزوج في عام 1775، من ابنة عمه جينيفيف-دوروثي سوجنييه، وأنجب منها خمسة أطفال (توأم). ترمل بعد سبع سنوات. تزوج بعد أربعة أشهر من وفاة زوجته، مرة أخرى من هنرييت جين جيرار داركور، وقضى معها بقية حياته. كان لديهم ثلاثة أطفال معًا.

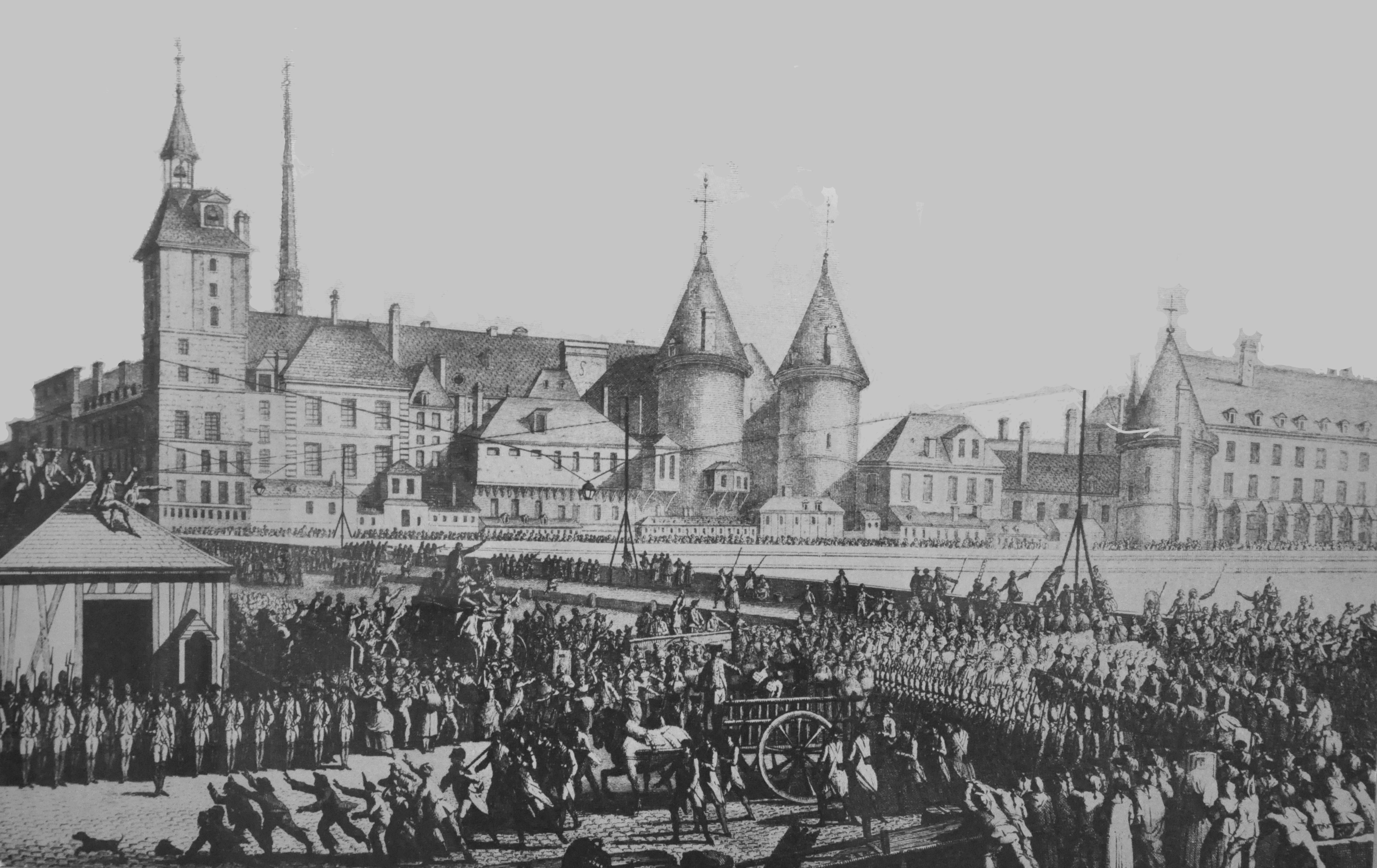
الكونسيرجي في عام 1790؛ أبراج القرون الوسطى لا تزال موجودة.

أصبحت حرية الدفاع هي المعيار في أوائل عام 1791. يُسمح لأي مواطن بالدفاع عن آخر. منذ البداية، كانت السلطات قلقة بشأن مستقبل هذه التجربة. ويشير ديراس إلى أنه كان "انتحارًا جماعيًا" من قبل المحامين في الجمعية. وفي القضايا الجنائية، أعطى توسيع الحق الأولوية للكلمة المنطوقة.
لا يُعرف سوى القليل عن الدور الذي لعبه عند اندلاع الثورة. ووفقا لنفسه، كان جزءا من الحرس الوطني عند تشكيله. كان نشطًا في اللجنة السياسية لقسمه عام 1789. وفي سبتمبر 1791، فقد "المحامون" السابقون ألقابهم وشكل لباسهم المميز ووضعهم وأوامر مهنتهم وقاموا بتكييف ممارساتهم مع الوضع السياسي والقانوني الجديد. كما أطلق فوكييه على نفسه اسم "homme de loi" أو رجل القانون. في صيف عام 1792، دعم حركة اللامتسرولون. في 25 أغسطس، وبدعم من ابن عمه كميل ديمولان، وبعد أن رفض روبسبير المنصب، أصبح فوكييه دي تينفيل لمدة ثلاثة أشهر رئيسًا لهيئة المحلفين التي تم تشكيلها لإصدار أحكام على جرائم أعداء الأشخاص الذين تم القبض عليهم بعد تمرد 10 أغسطس 1792.
بعد رفض روبسبير، عُين فوكييه-تينفيل رئيسًا. اتخذت بلدية باريس قرارًا بتثبيت المقصلة بشكل دائم.

### متهم علني

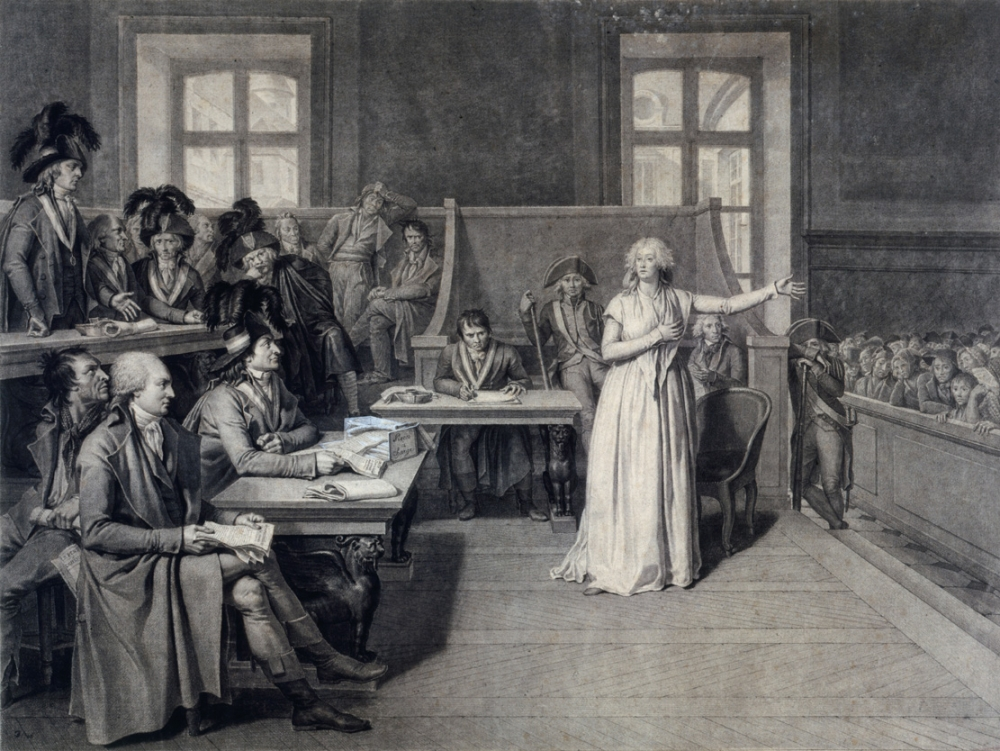
محاكمة ماري أنطوانيت في 15 أكتوبر 1793

عندما أُنشئت المحكمة الثورية في باريس بموجب المؤتمر الوطني في 10 مارس 1793، ورفض لويس فوري، تم تعيين فوكييه في 15 مارس كمتهم عام، وهو المنصب الذي شغله من نهاية الشهر حتى 1 أغسطس 1794. وفقًا للجميع من خلال الشهادات، بما في ذلك شهادات منتقديه، يُقال إن فوكييه-تينفيل كان رجلاً مجتهدًا للغاية وذو ضمير حي. أرسلت الأوراق من قبل هيئة الأمن العام إلى المدعي العام، الذي قام بفحصها، ولخص الوقائع، وجمع التظلمات، واستشهد بالألفاظ أو الكتابات التي تدين المتهم، وذكر إنكارات المتهمين. باختصار، قام بصياغة لائحة الاتهام الخاصة به. كان فوكييه معروفًا بتطرفه. حماسته في الملاحقة القضائية أكسبته لقب "مورد المقصلة". وفي 29 يوليو/تموز، اتهم جاك برنارد ماري مونتاني، رئيس المحكمة، بأنه غير متطرف بما فيه الكفاية. وفي 17 سبتمبر/أيلول، صدر قانون المشتبه بهم. في 26 سبتمبر 1793، تم تعيين مارتيال هيرمان رئيسًا ورينيه فرانسوا دوماس نائبًا للرئيس. تم تعيين كل من كوفينهال ويواخيم فيلاتي كأحد القضاة والمحلفين، وأدريان نيكولا جوبو كبديل للمتهم العام.

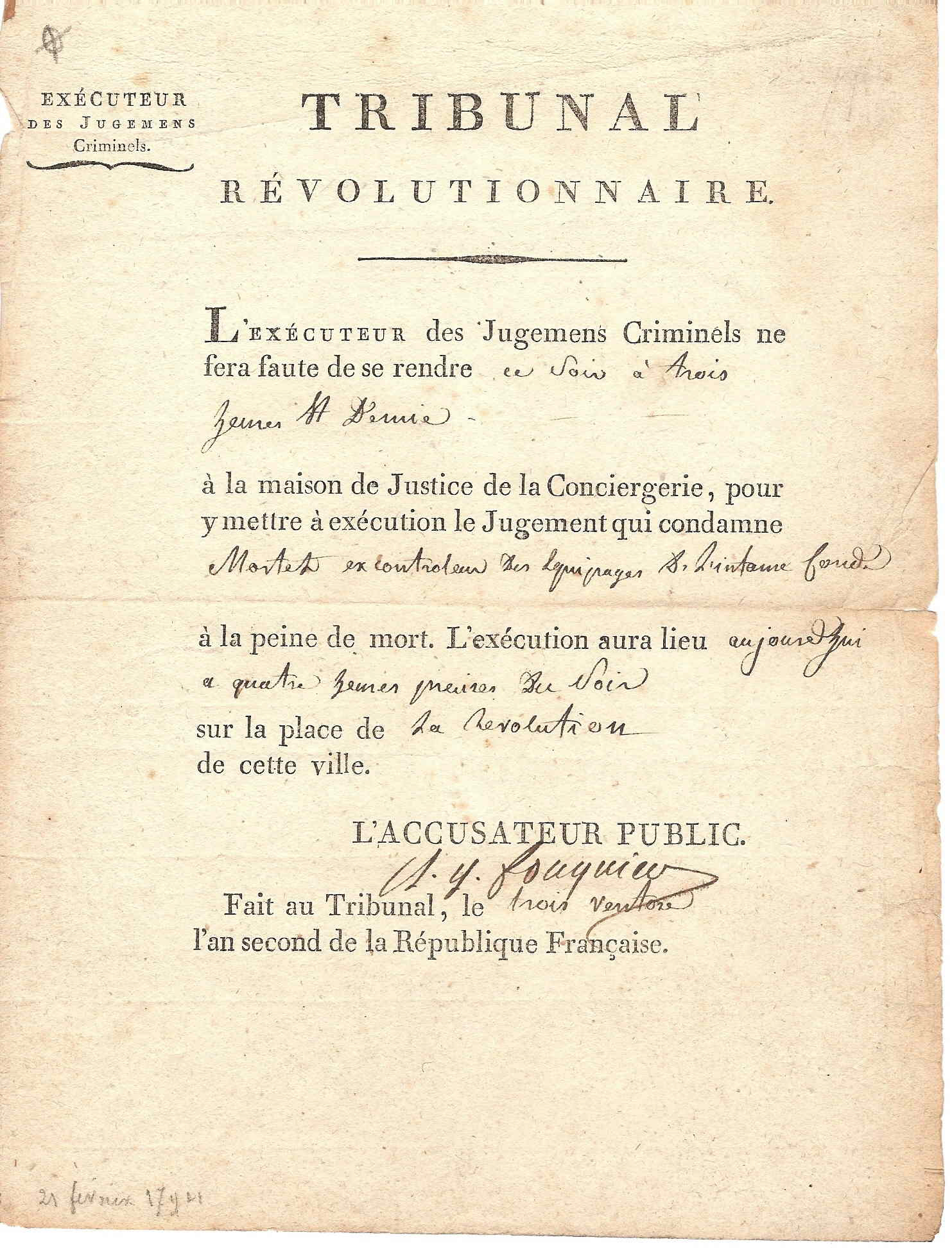
قانون حكم الإعدام الذي وقعه فوكييه تينفيل، المدعي العام أمام لجنة السلامة العامة في المحكمة الثورية.

عاش فوكييه في شارع سان أونوريه لكنه انتقل إلى ساحة دوفين ثم إلى Quai de l'Horloge في جزيرة إيل دو لا سيتي. كانت الشقة الواقعة بين أبراج الكونسرجي هي منزله. عاش هناك مع زوجته وأبنائه التوأم أثناء إجراء المحاكمات في قاعة المحكمة. أكسبه نشاطه في البواب وقصر العدل سمعة أحد أكثر الشخصيات شراً في الثورة. ويمكن القول إن منصبه كمتهم عام يعكس الحاجة إلى إظهار مظهر الشرعية خلال ما كان في الأساس قيادة سياسية، أكثر من الحاجة إلى إثبات الذنب الفعلي.
أرسل في 29 أكتوبر 1793 خطابًا إلى المؤتمر الوطني، والذي تم استخدامه لاحقًا أثناء محاكمته. وكتب في الرسالة:
يتم القبض علينا بالإجراءات المنصوص عليها في القانون. [...] وعلاوة على ذلك، يتساءل المرء، لماذا الشهود؟ اللجنة، فرنسا كلها، تتهم من تجري محاكمته؛ والأدلة على جرائمهم واضحة. الجميع في قلوبهم مقتنعون بأنهم مذنبون؛ لا تستطيع المحكمة أن تفعل شيئًا بمفردها، فهي ملزمة باتباع القانون؛ والأمر متروك للاتفاقية لإزالة جميع الإجراءات الشكلية التي تعيق تقدمها.
طلب فوكيه في أوائل أبريل 1794 من المحكمة أن تأمر بإعدام المتساهلين الذين "أربكوا جلسة الاستماع" وأهانوا "العدالة الوطنية" بالمقصلة. الادعاء بأن الدانتونيين لا يخدمون الشعب وأنهم "وطنيون مزيفون"، الذين فضلوا المصالح الشخصية والأجنبية على رفاهية الأمة. لم ينحاز إلى أي حركة سياسية محددة، واحتفظ بمسافة عن فصائل مثل اليعاقبة، ولم يحافظ على أي علاقات معينة مع قادة من الجبليين، مثل ماكسيميليان روبسبير، كما أفاد أنطوان بولانت.
قررت الحكومة في 21 مايو 1794 أن يكون الإرهاب مركزيًا، مع إغلاق جميع المحاكم في المقاطعات تقريبًا وعقد جميع المحاكمات في باريس.

## الإرهاب المهول
قدم جورج كوثون في 10 يونيو، قانون 22 بريريال. وتمت التضحية بالدفاع القانوني من خلال منع تقديم أي مساعدة للمتهمين الذين يمثلون أمام المحكمة الثورية. وصاح أحد النواب قائلاً: "إذا تم إقرار هذا القانون، فكل ما علينا فعله هو تفجير أدمغتنا". أرسل فوكييه، الذي كان يخشى ألا يكون قادرًا على التعامل مع عدد المحاكمات، خطابًا، لكن روبسبير لم يرد. وتحولت المحكمة إلى محكمة إدانة بسيطة رفضت حق المشتبه فيهم في الاستعانة بمحام ولم تسمح إلا بحكم واحد من حكمين ـ التبرئة الكاملة أو الموت ـ استناداً إلى اقتناع المحلفين الأخلاقي ليس بالأدلة. وتم تجديد قاعة المحكمة للسماح بإصدار الأحكام على عدد أكبر من الأشخاص في وقت واحد. واقترحت إقامة مقصلة داخل قاعة المحكمة، ولكن تم نقلها إلى فوبورج سان أنطوان لكي تبرز بشكل أقل. بالنسبة الى فرانسوا فوريه، كانت السجون مكتظة بالسكان. قاموا بإيواء أكثر من 8000 "مشتبه به" في بداية عام ثيرميدور الثاني. وتضاعف عدد أحكام الإعدام. وفي غضون ثلاثة أيام، تم إرسال 156 شخصًا على دفعات إلى المقصلة؛ تم إعدام جميع أعضاء برلمان تولوز. وأدانت "المحكمة الثورية" أكثر من 2400 شخص بتهمة التآمر على الحرية. كان على البلدية أن تحل مشاكل خطيرة في المقابر بسبب الرائحة. وتم حفر مقبرتين جماعيتين جديدتين في منتصف يوليو/تموز في مقبرة بيكبوس في أرض غير منفذة.

تضمنت إحدى المجموعات الأخيرة التي حاكمها سبع راهبات، تتراوح أعمارهن بين 32 و66 عامًا، من دير الكرمليات السابق، ويعيشن في باريس، بالإضافة إلى راهبة ثامنة، من دير الزيارة،
. . .الذين اتُهموا بالتآمر معًا والتخطيط لإزعاج الدولة عن طريق إثارة حرب أهلية بتعصبهم... بدلاً من العيش بسلام داخل حضن الجمهورية، التي وفرت لهم سبل العيش، وبدلاً من الانصياع للقوانين، اعتمدوا فكرة العيش معًا في نفس المنزل... وجعل هذا المنزل ملجأً للكهنة المقاومين والمتعصبين المناهضين للثورة، الذين تآمروا معهم ضد الثورة وضد المبادئ الأبدية للحرية والمساواة التي تشكل أساسها.
ومن الواضح أن الراهبات، اللاتي وصفهن بالقتلة المجرمين، أفسدهن اليسوعي السابق روسو دي روزيكيه، الذي قادهن في مؤامرة لتسميم العقول وتخريب الجمهورية. عندما قرأ القاضي هذه القطعة من نثر فوكييه-تينفيل، حكم عليهم بالترحيل، وكذلك جميع أولئك الذين منحوهم اللجوء.

### سقوط فوكيه
طالب روبوسبير في 26/27 يونيو، باستبدال فوكييه-تينفيل، المتورط في محاكمة كاثرين ثيوت، لأنه ملتزم جدًا بلجنة الأمن العام. انتهت مسيرة فوكييه بسقوط روبسبيير يوم 9 تيرميدور. رفض فوكييه الدعوة بالرد بأنه يعترف بالإتفاقية وحدها عندما اجتمع روبسبير وأنصاره ذلك المساء في فندق دي فيل. خلع فوكييه-تينفيل، في اليوم التالي، في منتصف الإجراءات الذي لم يرغب في إصدار حكم على صديقه رئيس البلدية فليوريوت-ليسكوت، رداءه الرسمي وخرج.
واصل فوكييه-تينفيل عمله دون أي عائق. في يوم التيرميدور التاسع، يوم سقوط ماكسيميليان دي روبسبير، عندما تم القبض على القاضي التابع لروبسبير، دوما، في منتصف النهار خلال جلسة مضطربة بموجب مرسوم صادر عن المؤتمر الوطني، قرر فوكييه تينفيل المضي قدمًا في الإجراءات القضائية وطلب "أن تأخذ العدالة مجراها". في ذلك المساء، أثناء تناول الطعام في مطعم كوفينال، علم باعتقال روبسبير وكوثون وسانت جوست وغيرهم من أنصار روبسبير. تلقى أخبارًا عن هروب ماكسيميليان دي روبسبير إلى دار البلدية بينما كان مع غابرييل توسان سيلير، قاضي المحكمة الثورية. وفي صباح اليوم التالي توجه إلى المؤتمر الوطني ليؤكد لهم ولاء المحكمة الثورية. كان على التحقق من هوية السجناء فوكييه-تينفيل أن يحل مشكلة لأن 13 منهم كانوا أعضاء في الكومونة المتمردة. في حوالي الساعة الثانية صباحًا، اتُهم روبسبير و21 من "أتباع روبسبير" بالثورة المضادة وحُكم عليهم بالإعدام بموجب قواعد قانون 22 بريريال.
على الرغم من الاحتفاظ به لفترة وجيزة كمدعي عام للحكومة الجديدة، كما أكد ذلك برتراند بارر دي فيوزاك والمؤتمر في 28 يوليو 1794، فقد تم القبض على فوكييه-تينفيل بعد أن أدانه لويس ماري ستانيسلاس فريرون باعتباره شريكًا لروبسبير. عند علمه باعتقاله الوشيك، سلم فوكييه-تينفيل نفسه طوعًا.

سُجن فوكييه تينفيل في 1 أغسطس، وتم تقديمه للمحاكمة أمام المؤتمر. وكان دفاعه أنه التزم فقط بقرارات لجنة السلامة العامة والمؤتمر. مُنح حق الدفاع عن نفسه أمام المؤتمر الوطني، حيث ظهر في الحادي والعشرين من التيرميدور، السنة الثانية (8 أغسطس 1794). فشل دفاعه، الذي ألقى فيه اللوم في عمليات الإعدام على روبسبير فقط، في إقناع المؤتمر. وقرروا المضي قدماً في اعتقاله ومحاكمته مع بعض القضاة والمحلفين من المحكمة الثورية.
لست أنا من يجب أن يواجه المحكمة، بل الزعماء الذين قمت بتنفيذ أوامرهم. لقد تصرفت فقط بروح القوانين التي أقرتها اتفاقية تتمتع بجميع السلطات. ومن خلال غياب أعضائها أجد نفسي على رأس مؤامرة لم أكن أعلم بها من قبل. أنا هنا أواجه التشهير، [أواجه] شعبًا حريصًا دائمًا على تحميل الآخرين المسؤولية.

### محاكمته
عارض تالين إخضاعه لاستجواب شامل، أحد قادة التيرميدوريين والنائب المركزي في سقوط روبسبير، . يُفسر ذلك عمومًا على أنه مناورة تهدف إلى منع فوكييه تينفيل من تقديم قوائم بأسماء النواب الذين ربما كانوا متواطئين في عمله القضائي، بما في ذلك تالين نفسه. دافع فوكييه عن براءته بشدة. وفي رسالة إلى زوجته وأولاده بتاريخ 12 نوفمبر 1794، أرفق فيها خصلة من الشعر، أصر على براءته، وادعى أنه ضحية التشهير، وذكر أنه "تم التضحية به أمام الرأي العام".
وتلا ذلك محاكمته، التي دامت واحدًا وأربعين يومًا، وهي أطول فترة في الثورة الفرنسية. من 9 جرمينال، السنة الثالثة (29 مارس 1795)، إلى 12 فلوريال (1 مايو)، أُستُدعي مجموعه 419 شاهدا، بما في ذلك 223 للدفاع و 196 للادعاء. ومن بين شهود الادعاء، على سبيل المثال، كاتب باريس الذي اتهمه بسفك دماء الأبرياء، وخاصة دانتون. ومن بين شهود الادعاء أيضًا المأمور لوسيان دوبري الذي تحدث عن "صراسته". وكان من بين شهود الدفاع صاحبة حانة قصر العدل، التي ادعت أن فوكييه-تينفيل اشتكت لها من عدد عمليات الإعدام، والمحامي برنارد مالارمي، الذي أكد أنه أطلق سراح العديد من الوطنيين.
بشكل عام، دافع عن نفسه بإسناد مسؤولية إعدامات المحكمة الثورية إلى لجنة السلامة العامة، وخاصة ماكسيميليان دي روبسبير. وبحسب شهادته، فقد ادعى أنه كان يجتمع مع روبسبير على انفراد كل مساء لاتخاذ قرار بشأن عمليات الإعدام في اليوم التالي. ولم يقنع ذلك المدعين العامين وحكم عليه بالإعدام.

### وفاته
تم إعدامه بالمقصلة في 7 مايو 1795، مع 15 موظفًا سابقًا في المحكمة الثورية، الذين حُكم عليهم بالتواطؤ معه. وكانت تلك كلماته الأخيرة التي كتبها قبل إعدامه:
ليس لدي ما ألوم نفسي به؛ لقد امتثلت دائمًا للقوانين، ولم أكن أبدًا مخلوقًا لروبسبير أو سان جوست؛ بل على العكس من ذلك، كنت على وشك أن أعتقل أربع مرات. أموت من أجل وطني وبدون عتاب. أنا راضٍ: سيتم الاعتراف ببراءتي لاحقًا.

## تحليل
قد أصبح دوره الآن مهمًا نظرًا لكونه المحرض الرئيسي على الإرهاب القضائي لفترة طويلة، إذ أدرجته أحدث الأبحاث في عملية أوسع للإرهاب القضائي مع جهات فاعلة أخرى. يبدو أن فوكييه-تينفيل قد اتبع بشكل عام تعليمات ماكسيميليان روبسبير وخاصة تعليمات لجنة السلامة العامة ولجنة الأمن العام خلال فترة الإرهاب. ومع ذلك، في بعض الحالات، يقال إنه أظهر رغبة في الاستقلال عن السلطة السياسية، خاصة من خلال منح حقوق كبيرة لبعض المتهمين.

## ظهوره في وسائل الإعلام

### في الأدب
كتب عنه ألكسندر دوما وأناتول فرانس وأدرجاه في رواياتهما التاريخية. تم اقتباسه في مقال أوهام مفقودة للكاتب أونوريه دي بلزاك. ويمكن العثور عليه أيضًا في رواية "ذكريات ما وراء القبر" للكاتب دوشاتوبريان.

### في السينما
لعب دور فوكييه روجر بلانشون في فيلم دانتون للمخرج أندريه فايدا (1983). يظهر كشخصية في أوبرا أندريا تشينير لأمبرتو جيوردانو.

### في العاب الفيديو
يظهر فوكييه في اللعبة نحن "We". الثورة "The Revolution" إذ يساعد اللاعب كمدعي عام للمحكمة الثورية في عهد الإرهاب.

## ضحاياه
- شارلوت كورديه
- آدم فيليب، الكونت دي كوستين وابنه،
- ماري انطونيت
- جاك بيير بريسو و21 جيروندي آخرون
- مدام رولاند
- أوليمب دي غوج
- أنطوان لافوازييه
- السيدة دو باري
- أنطوان بارنافي
- أرماند لويس دي جونتوت، دوق لوزون، لاحقًا دوك دي بيرون
- وقد أدانت المحكمة الثورية جاك رينيه وكذلك قادة "الجيوش الثورية" باعتبارهم متواطئين معه.
- جورج دانتون
- ماري جان هيرول دي السيشيل
- بيير فيليبو
- كاميل ولوسيل ديمولان
- أُقتيد ماليشيربيس في 22 إبريل/نيسان، المحامي الذي دافع عن الملك والنائبين إسحاق رينيه غي لو شابلييه وجاك غيوم ثوريت، اللذين انتخبا رئيساً للجمعية التأسيسية أربع مرات، إلى منصة الإعدام.
- سيسيل رينو
- إليزابيث فيليب الفرنسية
- الكسندر دي بوارنيه
- أندريه شينييه
- شهداء كومبيين
- أميرة موناكو
- ماكسيميليان روبسبير و21 من "الروبوسبييريون" في 29 يوليو 1794. وأُرسل في اليوم التالي حوالي نصف كومونة باريس (70 عضوًا) إلى المقصلة؛ ولم يوقع فوكييه على الوثيقة. في اليوم التالي، أُرسل اثني عشر عضوًا من المجلس العام للكومونة إلى المقصلة.[35] وعُلقت أعمال المحكمة الثورية واستبدالها بلجنة مؤقتة.